# Bell (Wisconsin)
Bell város az USA Wisconsin államának Bayfield megyéjében. Lakosainak száma 355 fő (2020. április 1.).

## Népesség
A település népességének változása:

| 2010 | 263 |
| 2020 | 355 |